# باشگاه ورزشی کلوچبورک
باشگاه ورزشی کلوچبورک (به لهستانی: MKS Kluczbork) یک باشگاه فوتبال در کلوچبورک، استان اوپوله، لهستان است. این باشگاه در گروه سوم از لیگ دسته ۳، چهارمین سطح از سیستم لیگ ملی فوتبال لهستان، رقابت می‌کند.

## تاریخچه
این باشگاه در سال ۲۰۰۳ با ادغام سه باشگاه محلی تأسیس شد. خود باشگاه، اگرچه به تازگی تأسیس شده است، اما ریشه در تاریخ بسیار غنی این شهر در زمینه فوتبال دارد و ورزشگاه و امکانات موفق‌ترین باشگاه قبلی شهر، متال کلوچبورک، را به میراث برده است.
در فصل ۰۹–۲۰۰۸، این باشگاه در گروه غربی از لیگ دسته سوم قهرمان شد و در نتیجه برای فصل ۱۰–۲۰۰۹ به لیگ دسته اول فوتبال لهستان صعود کرد.

آنها در فصل ۱۲–۲۰۱۱ به یک‌هشتم جام لهستان رسیدند و در نهایت با نتیجه ۱–۰ به زچشوویتسه باختند.

## افتخارات
- لیگا ۲
  - قهرمان: ۰۹–۲۰۰۸ (غرب),[۶] ۱۵–۲۰۱۴[۷]
- جام حذفی فوتبال لهستان
  - یک‌هشتم نهایی: ۱۲–۲۰۱۱